# Samosata
Samosata je zgodovinsko mesto, v bližini današnjega mesta Samsat v Turčiji, ki je država na Bližnjem vzhodu. 

## Zgodovina
Samosata   je bilo v starem veku mesto, čigar razvaline se nahajajo blizu današnjega mesta Samsat, v pokrajini Adıyaman v Turčiji na obali reke Evfrata. Arheološka najdišča so bila potopljena z zgraditvijo Atatürkovega jeza.  
Mesto je ustanovil armenski kralj Sames Armenski in ga poimenoval po sebi, imenujejo ga tudi Antiohija Komagenska (starogrško: Αντιόχεια η Κομμαγηνή). Bilo je glavno mesto malega helenističnega kraljestva Komagenija, pozneje pa je postalo del rimske  province Sirije.    
V Samosati je rojen Lucijan v 2. st. po n. št. in Pavel v 3. st.  
Zaradi svoje bogate zgodovinske preteklosti je tudi turističen kraj.